# Gjelstad-Pass
Der Gjelstad-Pass ist ein 1280 m hoch gelegener Gebirgspass auf Südgeorgien. In der Allardyce Range liegt er zwischen Mount Corneliussen und dem Smillie Peak. Er ist der bislang einzig entdeckte Pass, der einen Überlandzugang in das Gebiet südlich der Allardyce Range ermöglicht.
Der South Georgia Survey kartierte ihn im Zuge seiner von 1951 bis 1957 dauernden Vermessungskampagne. Das UK Antarctic Place-Names Committee benannte ihn 1958 nach dem norwegischen Ingenieur und Fabrikinhaber Anton Gjelstad (1879–1968), der zu Beginn der 1930er Jahre die sogenannten „Walkralle“ (norwegisch hvalcloa) erfand, mit der Walkadaver an der Fluke über eine Slipanlage an Bord von Walfangschiffen gezogen werden.